# Município de Scioto (condado de Ross, Ohio)
O município de Scioto (em inglês: Scioto Township) é um município localizado no condado de Ross no estado estadounidense de Ohio. No ano de 2010 tinha uma população de 27.721 habitantes e uma densidade populacional de 261,65 pessoas por km².

## Geografia
O município de Scioto encontra-se localizado nas coordenadas 39° 18′ 58″ N, 82° 59′ 46″ O. Segundo a Departamento do Censo dos Estados Unidos, o município tem uma superfície total de 105.95 km², da qual 103.19 km² correspondem a terra firme e (2.61%) 2.76 km² é água.

## Demografia
Segundo o censo de 2010, tinha 27.721 habitantes residindo no município de Scioto. A densidade populacional era de 261,65 hab./km². Dos 27.721 habitantes, o município de Scioto estava composto pelo 88.78% brancos, o 6.58% eram afroamericanos, o 0.33% eram amerindios, o 0.56% eram asiáticos, o 0.01% eram insulares do Pacífico, o 0.41% eram de outras raças e o 3.33% pertenciam a duas ou mais raças. Do total da população o 1.25% eram hispanos ou latinos de qualquer raça.